# Shiji Gongyuan
Shiji Gongyuan (chiń. 世纪公园站) – stacja metra w Szanghaju, na linii 2. Zlokalizowana jest pomiędzy stacjami Shanghai Keji Guan oraz Longyang Lu. Została otwarta 28 października 1999.